# 会津坂下站
37°33′24.1″N 139°49′17.5″E / 37.556694°N 139.821528°E
會津坂下站（日语：／ Aizu-bange eki */?）是一位於福島縣河沼郡會津坂下町，隸屬於東日本旅客鐵道（JR東日本）只見線的一個鐵路車站，本站亦線內唯一設有站長及綠窗口的分站。亦負起了管理由會津高田站至只見站內沿途各無人站。

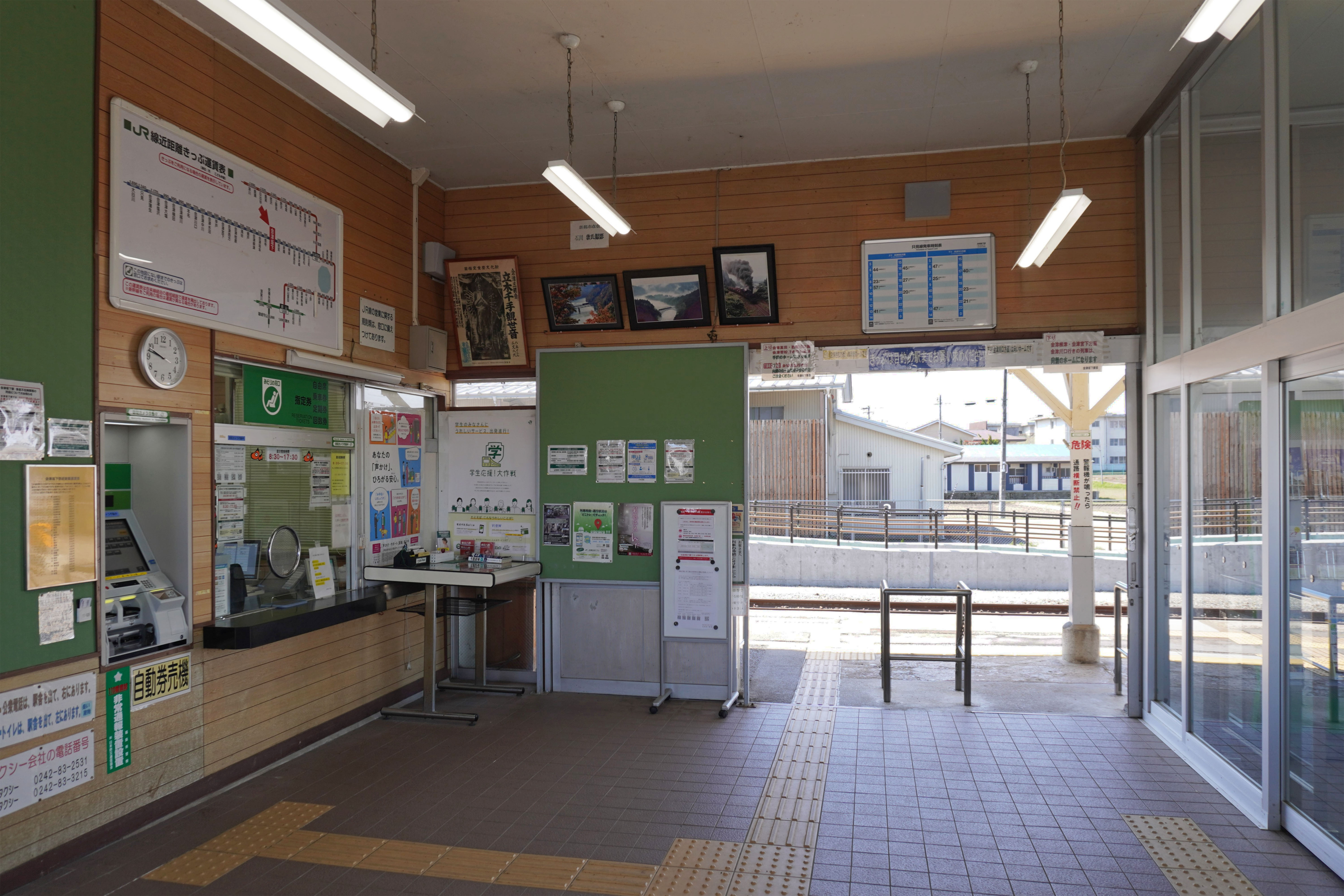
閘口（2023年4月）

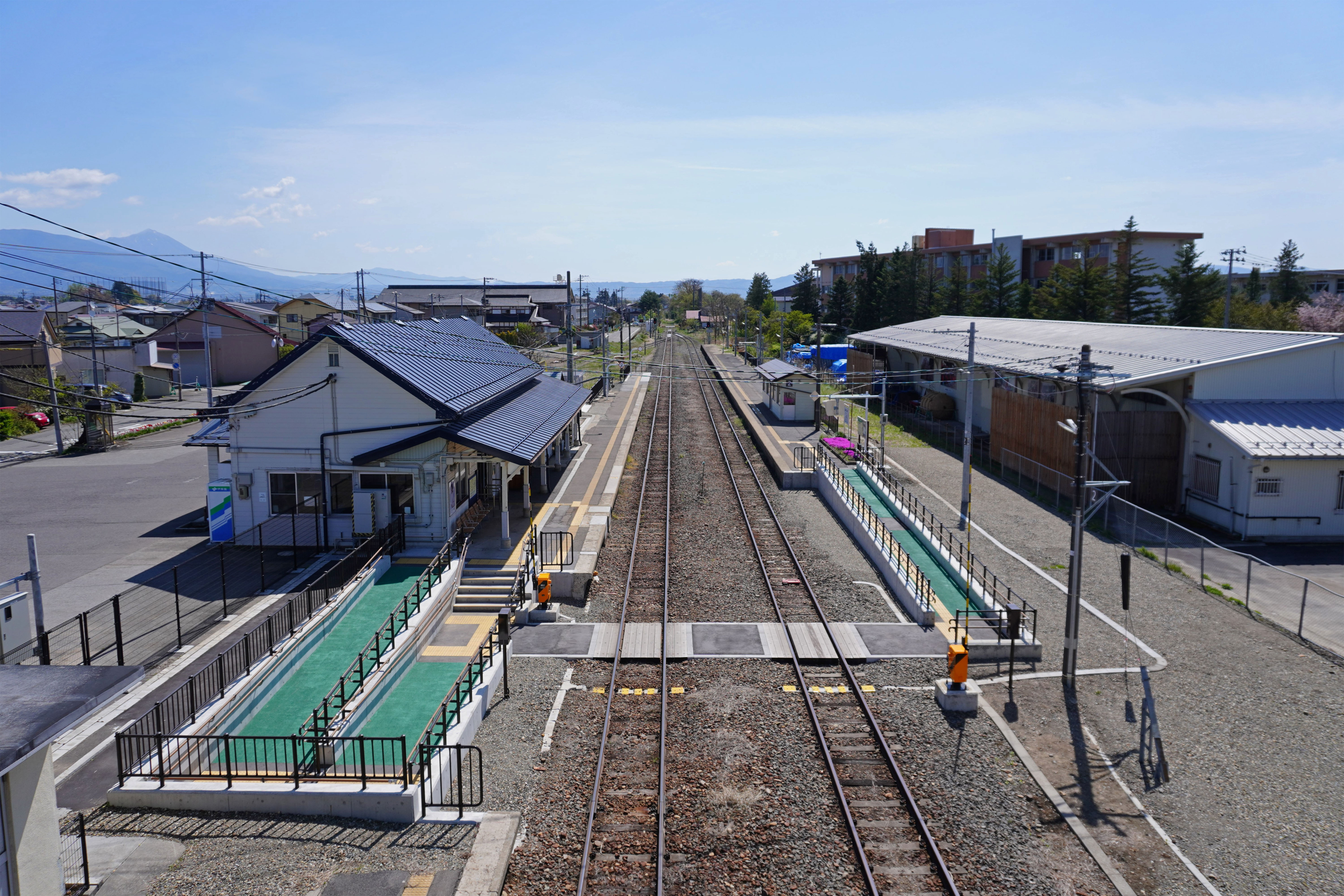
月台全景（2023年4月）

## 車站結構
設有側式月台2個，靠近站舍的為上行月台，遠離站舍的為下行月台，兩邊月台以平交道連接。

### 月台配置
| 月台    | 方向 | 目的地                             |
| ------- | ---- | ---------------------------------- |
| ■只見線 | 上行 | 西若松、會津若松方向               |
| ■只見線 | 下行 | 會津宮下、會津川口、只見、小出方向 |

## 使用情况
主要以通學的高校學生為主。
| 乗車人員推算 | 乗車人員推算 |
| 年度         | 1日平均人數  |
| ------------ | ------------ |
| 2000         | 629          |
| 2001         | 624          |
| 2002         | 593          |
| 2003         | 572          |
| 2004         | 544          |
| 2005         | 538          |
| 2006         | 540          |
| 2007         | 531          |
| 2008         | 558          |
| 2009         | 539          |
| 2010         | 514          |
| 2011         | 481          |
| 2012         | 437          |
| 2013         | 429          |

## 歷史
- 1926年10月15日：開業。
- 1982年8月1日：貨物提取服務中止。
- 1984年2月1日：手提行李提取服務中止。
- 1987年4月1日：日本國鐵分割民營化，車站經營權由JR東日本繼承。
- 2003年10月26日：車站前地豎立了春日八郎的銅像。
- 2011年10月7日：往西若松方向的路軌改用特殊自動閉塞化。
- 2012年9月23日：往小出站方向的路軌改用特殊自動閉塞化。

## 车站周边
车站前树有出生于当地之昭和时代代表性歌手春日八郎的青铜像，以及刻有其成名曲《紅燈末班車》（赤いランプの終列車）的碑。
- 会津坂下町役場
- 坂下郵便局
- 会津坂下町民体育館
- 春日八郎記念公園・纪念館（10分钟车程）
- 福島県立会津農林高等学校（日语：福島県立会津農林高等学校）
- 福島県立坂下高等学校（日语：福島県立坂下高等学校）
- 会津坂下町立坂下小学校（日语：会津坂下町立坂下小学校）
- 宇内温泉
- 津尻温泉
- 国道49号（日语：国道49号）
- 福島県道21号喜多方会津坂下線（日语：福島県道21号喜多方会津坂下線）
- 福島県道22号会津坂下会津高田線（日语：福島県道22号会津坂下会津高田線）
- 福島県道222号会津坂下停車場線（日语：福島県道222号会津坂下停車場線）

## 巴士路線
- 会津巴士（日语：会津乗合自動車）
  - 坂下营业厅（柳津町） - 七日町 - 会津若松站前
  - 坂下（緑町） - 荻野 - 山都
  - 坂下营业厅 - 鎧召 - 喜多方营业厅
  - 坂下营业厅 - 舟渡 - 杉山
  - 坂下营业厅 - 長井 - 袋原
  - 坂下营业厅 - 厚生病院 - 勝方
  - 坂下营业厅 - 履形 - 御池田
  - 坂下营业厅 - 鶴沼球場 - 海老泽
  - 坂下营业厅 - 会津农林高校 - 五之併（中新田）
  - 坂下营业厅 - 柳津ふれあい館

## 相鄰車站
東日本旅客鐵道
■只見線
若宮－會津坂下－塔寺